# Жаргон (платформа)
Жаргон (бур. Жоргон (Зургаан)) — остановочный пункт Иркутского региона Восточно-Сибирской железной дороги на Транссибирской магистрали (5048,6 километр). Расположена в городе Черемхово и в Черемховском районе Иркутской области России.
Бывшая станция на линии Тайшет — Иркутск-Пассажирский, обслужившая угольную промышленность. При станции возник одноименный посёлок, вошедший в составе города Черемхово.

## Происхождение названия
Предполагают, что название Жаргон произошло от бурятского зургаан (на аларском диалекте жоргон) — шесть. Станция расположена в 6-и километрах от станции Черемхово.

## История
Открыта в 1910 году.
На станции формировались поезда из вагонов с углём, который поступал с шахты № 6 и разреза «Южный». Отдельная ветка шла от комбината строительных материалов, рыбохолодильного завода и мебельной фабрики. На станции было 8 путей и 3 тупика.

## Текущее состояние
В настоящее время[какое?] бывшая станция Жаргон представляет собой остановочный пункт для пригородных электропоездов.